# Lionello Spada

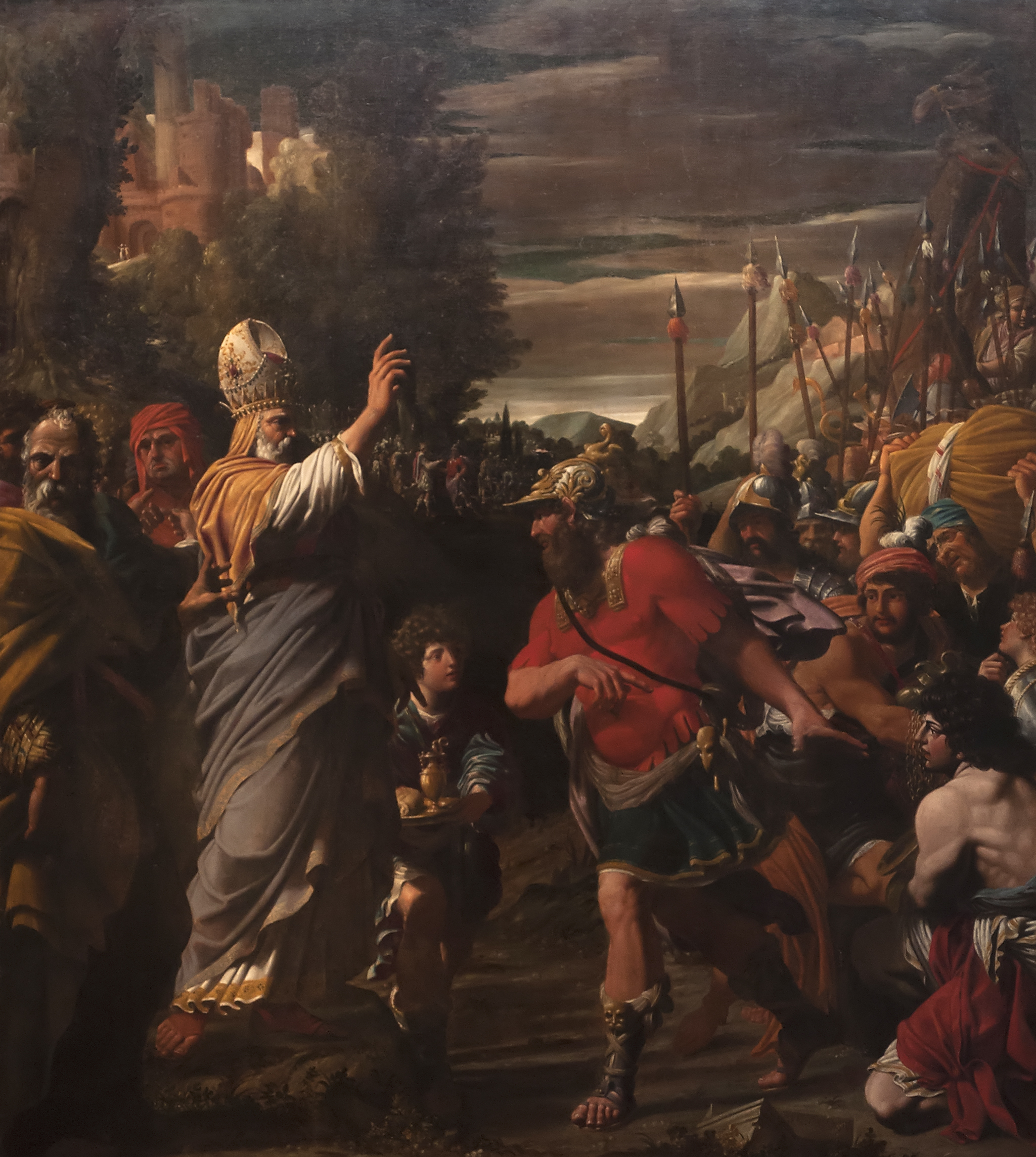
Melchisedek zegent de zegevierende Abraham (1605) in de Pinacoteca Nazionale di Bologna

Lionello Spada ook gekend als Leonello Spada (Bologna, 1576 – Parma, 17 mei 1622) was een Italiaans kunstschilder uit de barok. Hij was actief in zijn geboortestad en in Rome. Hij staat bekend als een volgeling van Caravaggio die ook zijn vriend was. In Bologna werd Spada denigrerend de aap van Caravaggio genoemd.

## Carrière
Spada was een tijdlang leerling van Cesare Baglioni en werkte samen met Girolamo Curti aan het schilderen van trompe-l'oeils in Bologna. Zijn vroege werken vertonen veel kenmerken van het maniërisme, vergelijkbaar met doeken van de Vlaming Denijs Calvaert die ook in Bologna werkte. Later onderging zijn stijl de invloed van Ludovico Carracci. Hij werkte samen met leerlingen van hem, in het bijzonder Francesco Brizio en bleef in Bologna tot 1607. Zijn figuratieve manier van schilderen evolueerde stilaan naar een meer robuuste.
In 1604 poogde Spada tevergeefs de toewijzing te krijgen om de sacristie van de Basiliek van het Heilig Huis in Loreto te decoreren. Toen kon men hem al beschouwen als lid van de Bolognese School en werkte in 1603 aan de decoraties bij de uitvaart van een van de stichters, Agostino Carracci.

## Spada en Caravaggio
De biografieschrijver Carlo Cesare Malvasia maakt duidelijk in zijn Felsina pittrice (Nederlands: Schilders van Felsina) dat hij Caravaggio niet hoog acht en beschrijft hem en Spada als even losbandig en onbezonnen. Spada was volgens hem iemand die na aan het hart van Caravaggio lag en misschien niet overdrachtelijk. Hij vertelt ook het verhaal van Spada die voor Caravaggio poseert voor Dood van Johannes de Doper. Hij sloot hem op in een kamer tot het werk af was, bang dat Spada zou vluchten en het doek niet kon worden afgewerkt. Malvasia suggereert ook dat Spada Caravaggio zou zijn gevolgd bij zijn vlucht naar Malta.
- Biblioteca Nacional de España: XX4846042
- Bibliothèque nationale de France: cb14529747r (data)
- Gemeinsame Normdatei: 117485799
- International Standard Name Identifier: 0000 0000 8344 7262
- KulturNav: b504f7a0-ede1-48b9-8409-79e8205dbb75
- Library of Congress Control Number: nr97034105
- Nationale Bibliotheek van Israël: 987007436738205171
- RKD-Nederlands Instituut voor Kunstgeschiedenis: 74089
- SNAC: w6dr3pw6
- Système universitaire de documentation: 076928403
- Union List of Artist Names: 500030547
- Virtual International Authority File: 74631549
- WorldCat: E39PBJjxpp48RVkC9wGG7gdPcP